# 怪力
怪力，也叫蛮力、“超人类力气”（Superhuman strength），是對具有力气很大體質的稱呼，通常指不包括魔法、超能力的物理上的力量，也是种萌属性。
也是种作品中常見的一種特殊能力，通常指遠超過普通人類的極限的力气。 
肌肉的最大出力与截面积比例，约每1cm²10kg重量。一般成年男性的肌肉平均横截面积约25cm²，计算上单手可举起约250kg，双手则约500kg重量，但这是全力时，通常情况下，肌肉只有约其横截面积五分之一的力量。在危机情况，解除肌肉限制(为了不损伤筋骨的脑抑制)，力量有平时的3到5倍。

## 参看
- 第一世代寶可夢列表#怪力
- 超人类